# Bilincsben (film)
A Bilincsben (eredeti cím: Gerald's Game) 2017-ben bemutatott amerikai lélektani horrorfilm-thriller, melyet Mike Flanagan írt és rendezett, Stephen King 1992-ben kiadott azonos című regénye alapján. A főbb szerepekben Carla Gugino és Bruce Greenwood látható. A történet középpontjában egy középkorú nő áll, aki a férjével folytatott szexuális játék következtében egy ágyhoz bilincselve találja magát egy elhagyatott nyaralóban. Szabadulásához múltjával és belső démonaival is meg kell küzdenie.
Premierje a BFI Southbank moziban volt 2017. szeptember 19-én, majd tíz nappal később, szeptember 29-én a Netflix is bemutatta. Túlnyomórészt pozitív kritikákat kapott: a kritikusok méltatták Gugino színészi alakítását, Flanagan rendezését, továbbá a filmben megjelenő témákat és azok bemutatásának módját.

## Cselekmény
Jessie és Gerald Burlingame középkorú házaspár, akik az alabamai Fairhope-ba utaznak egy elhagyatott tóparti házba, eltölteni egy romantikus hétvégét. Mialatt Gerald Viagrát vesz be, Jessie megetet egy kóbor kutyát. A nő új ruhát vesz fel és Gerald az ágyhoz bilincseli feleségét. Jessie eleinte vonakodva belemegy a játékba, de férje nemi erőszakkal kapcsolatos fantáziái kellemetlen érzéssel töltik el és szabadulni szeretne. Egy heves vita után, melyben Gerald azzal vádolja, hogy a nő meg sem kísérli helyrehozni megromlott házasságukat, a férj halálos szívrohamot kap és a padlóra zuhan.
Pár órával később a kutya a nyitott ajtón át bejut a házba, Jessie megpróbálja elijeszteni, de a kiéhezett állat enni kezdi a halott Gerald karját. A nő hallucinálni kezd: Gerald gúnyos hangnemben beszél hozzá, felróva feleségének házasságuk problémáit, beleértve saját merevedési zavarait is. Jessie önmaga határozottabb énjével is szóba elegyedik, aki olyan dolgokat magyaráz el neki házasságáról, melyeket a nő korábban sosem mert tudomásul venni. A két elképzelt személy segítségével a kiszáradástól szenvedő Jessie-nek eszébe jut a Gerald által az ágy feletti polcon hagyott pohár víz, melyből egy rögtönzött szívószállal inni is tud.
Jessie álomba merül, éjjel ébred fel és egy torz rémalakot lát a szobában, egy zsáknyi csonttal és bizsuval a kezében. Nem hajlandó elismerni az alak valódiságát, de Gerald szerint ő maga a Halál, aki Jessie-ért jött. Gerald a gyerekkori becenevén szólítja feleségét, Jessie így apjára kezd gondolni: 12 éves kislányként egy napfogyatkozás közben apja az ölébe ültette és önkielégítést végzett. Gerald és az elképzelt Jessie szerint a nő sosem tudta kiheverni az eseményt és később az apjához hasonló férfihoz ment feleségül. Gerald a torz alakot „holdfényből készült férfinak” nevezi és rámutat egy véres lábnyomra, mely igazolja annak létezését.
Jessie arra is visszaemlékszik, hogy anyja megsejtett valamit az apával történt incidens után, de sosem tett semmit. Szabadulása érdekében Jessie összetöri a poharat, lenyúzza tenyeréről a bőrt és a véres kézfejét át tudja bújtatni a bilincsen. A vérveszteség és a kimerültség miatt elájul. Amikor magához tér, ismét megjelenik a Holdfényember, Jessie nekiadja jegygyűrűjét, majd autójával elhajt. A járműben hallucinálni kezd a rémalakról és egy fának ütközik, ezután a közelben lakó emberek sietnek a segítségére.
Fél évvel később Jessie levelet ír 12 éves énjének, melyben elmeséli a menekülése után történteket: amnéziát tettetve el tudta kerülni a rendőrség kellemetlen kérdéseit, Gerald életbiztosításából pedig alapítványt hozott létre a szexuális zaklatás áldozatainak megsegítésére. Továbbra sem tud azonban nyugodtan aludni, mert minden éjjel maga előtt látja a Holdfényembert. A hírekből értesül egy akromegáliában szenvedő sorozatgyilkos elfogásáról, aki sírokat gyalázott meg, elloptta a csontokat és ékszereket, közösült a férfi tetemekkel és megette azok arcát – ez megmagyarázza, miért nem bántotta korábban a megbilincselt Jessie-t és miért volt eltorzulva Gerald arca.
Jessie a bíróságra érkezik, ahol a sorozatgyilkost épp elítélik. A férfi visszaidézi a nő szavait, utalva rá, hogy ott volt a hétvégi házban. Geraldot és apját is meglátva a férfiban, Jessie közli vele, „sokkal kisebb vagy, mint amire emlékeztem”, ezt követően diadalittasan távozik.

## Szereplők
- Carla Gugino – Jessie Burlingame
- Chiara Aurelia – Jessie Burlingame fiatalon
- Bruce Greenwood – Gerald Burlingame, Jessie férje
- Carel Struycken – "Holdfényember" / Raymond Andrew Joubert
- Henry Thomas – Tom, Jessie apja
- Kate Siegel – Sally, Jessie anyja
- Adalyn Jones – Maddie, Jessie nővére
- Bryce Harper – James, Jessie bátyja

## Fordítás
- Ez a szócikk részben vagy egészben  a   Gerald's Game (film) című angol Wikipédia-szócikk fordításán alapul.  Az eredeti cikk szerkesztőit annak laptörténete sorolja fel. Ez a jelzés csupán a megfogalmazás eredetét és a szerzői jogokat jelzi, nem szolgál a cikkben szereplő információk forrásmegjelöléseként.